# Gibet de Peille
Les fourches patibulaires de Peille constituaient autrefois le lieu de pendaison et d'exposition des corps des condamnés à mort, en face du village de Peille.

## Localisation

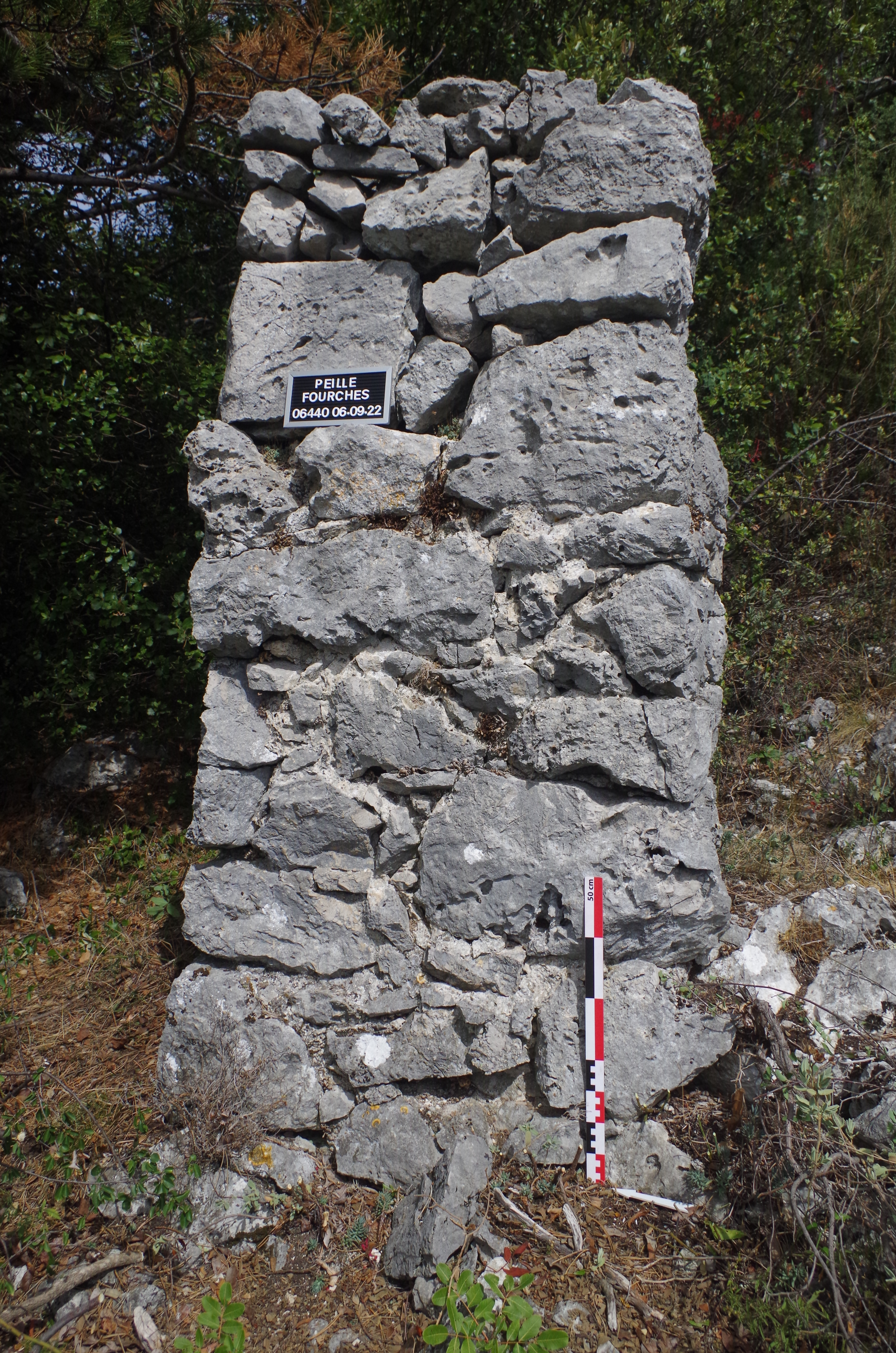
Pilier sud des fourches patibulaires de Peille

Les vestiges des fourches patibulaires de Peille se trouvent sur la commune de Peille, à l'est du village en amont d'une imposante falaise. Si elles n’ont laissé aucun toponyme évocateur de leur forme ou de leur fonction dans les cartes actuelles dont la carte IGN, on retrouve cependant en 1865 la « Roccia delle Forche » à l’est du village de Peille. La via ferrata L'Escale (actuellement fermée) débouchait à proximité des fourches de Peille.

## Description du site
Pierre Gauberti y a consacré trois courts paragraphes dans l’un de ses volumes consacrés à Peille. Il en a également livré une photographie. Il écrit notamment que « le gibet est connu dans le pays sous les noms de las forcas en dialecte ancien et li fourcailh en dialecte actuel », sans préciser néanmoins si cela se réfère aux fourches de Peille ou s’il s’agit d’une généralité. Un panneau explicatif à côté des fourches est consacré au tribunal et au gibet.

Il s’agit de deux rectangles maçonnés séparés d’environ trois mètres, le pilier sud étant le mieux conservé (sur presque 2 mètres). 

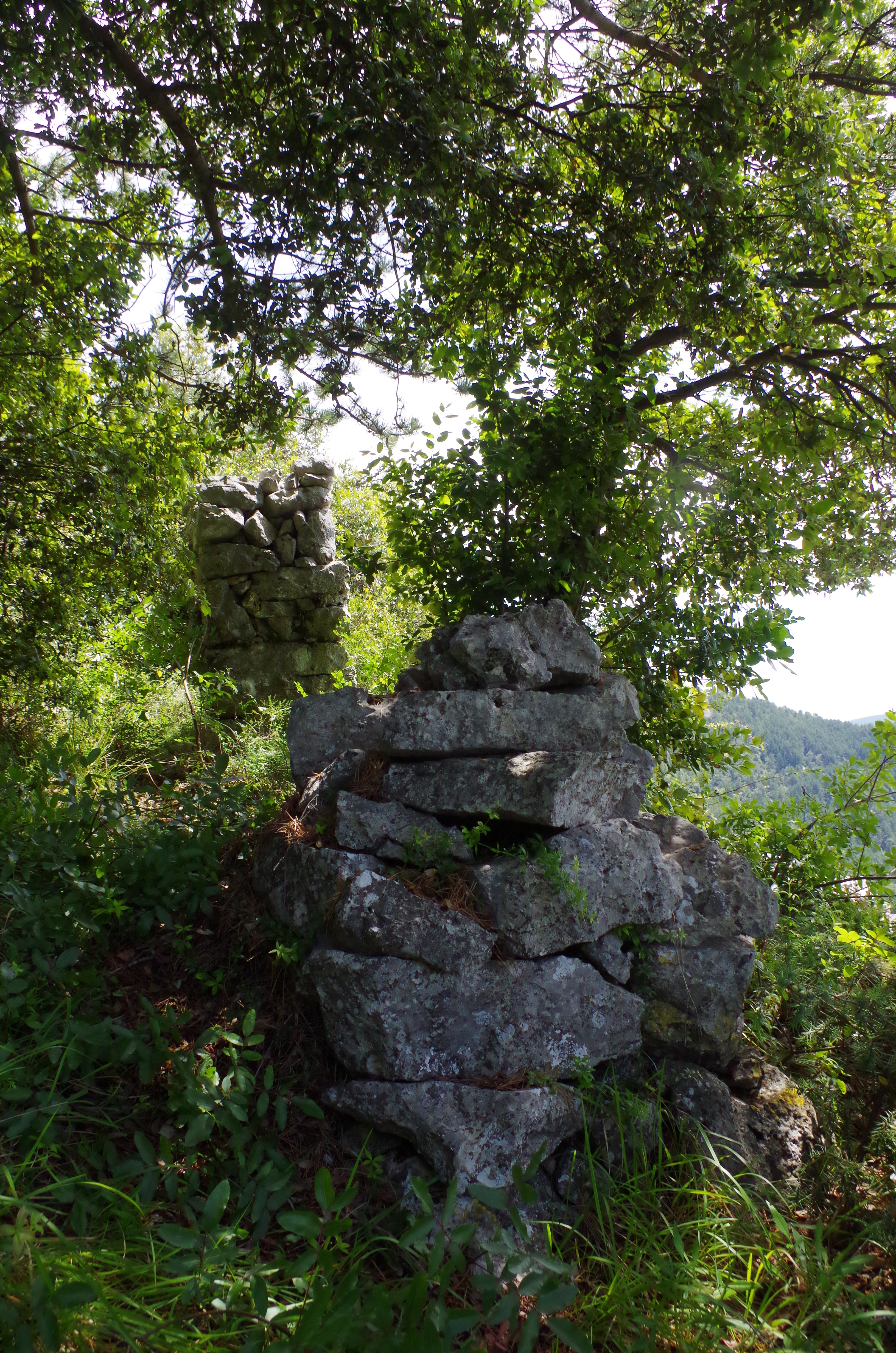
Piliers des fourches de Peille
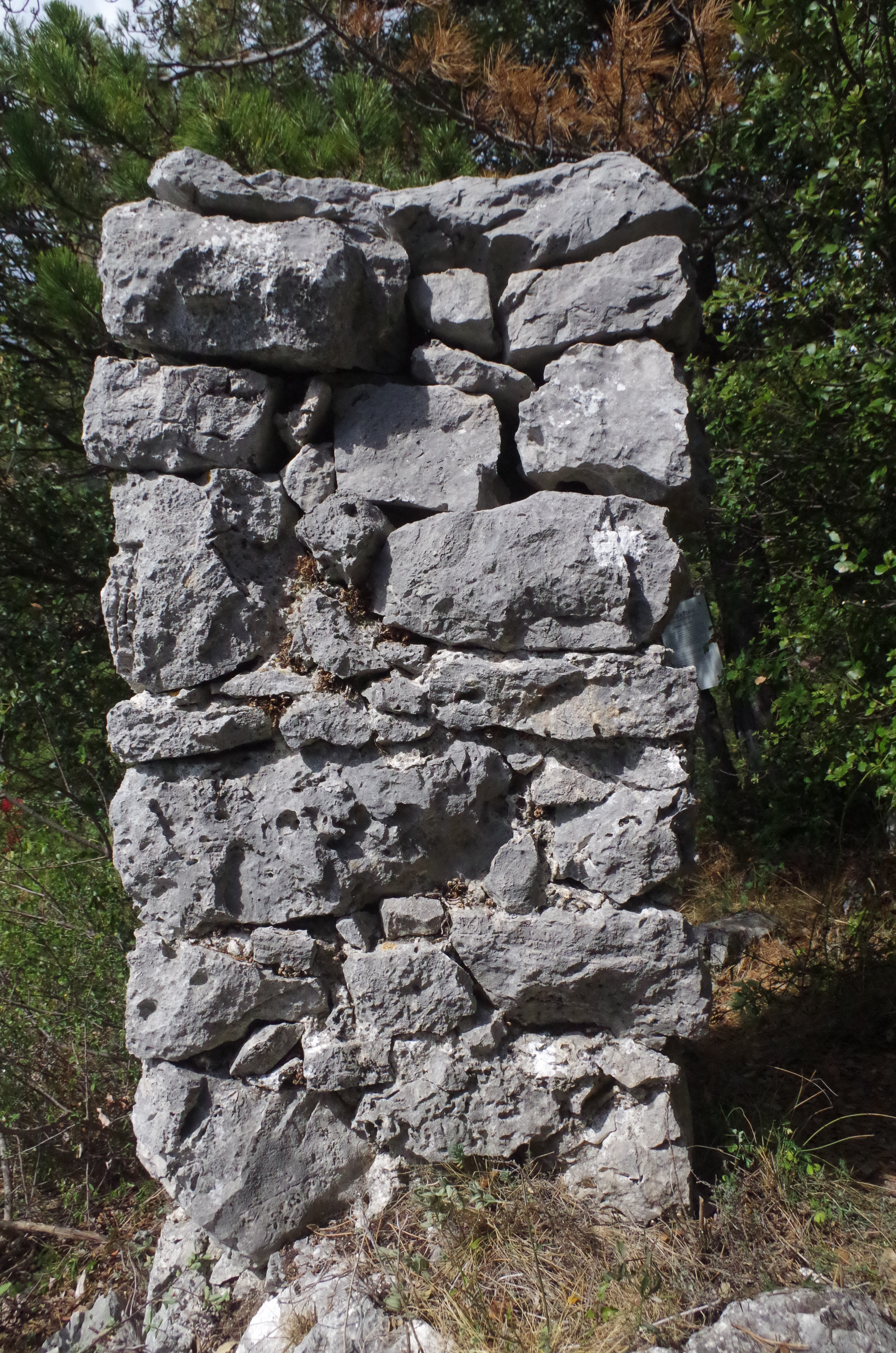
Pilier sud des fourches de Peille
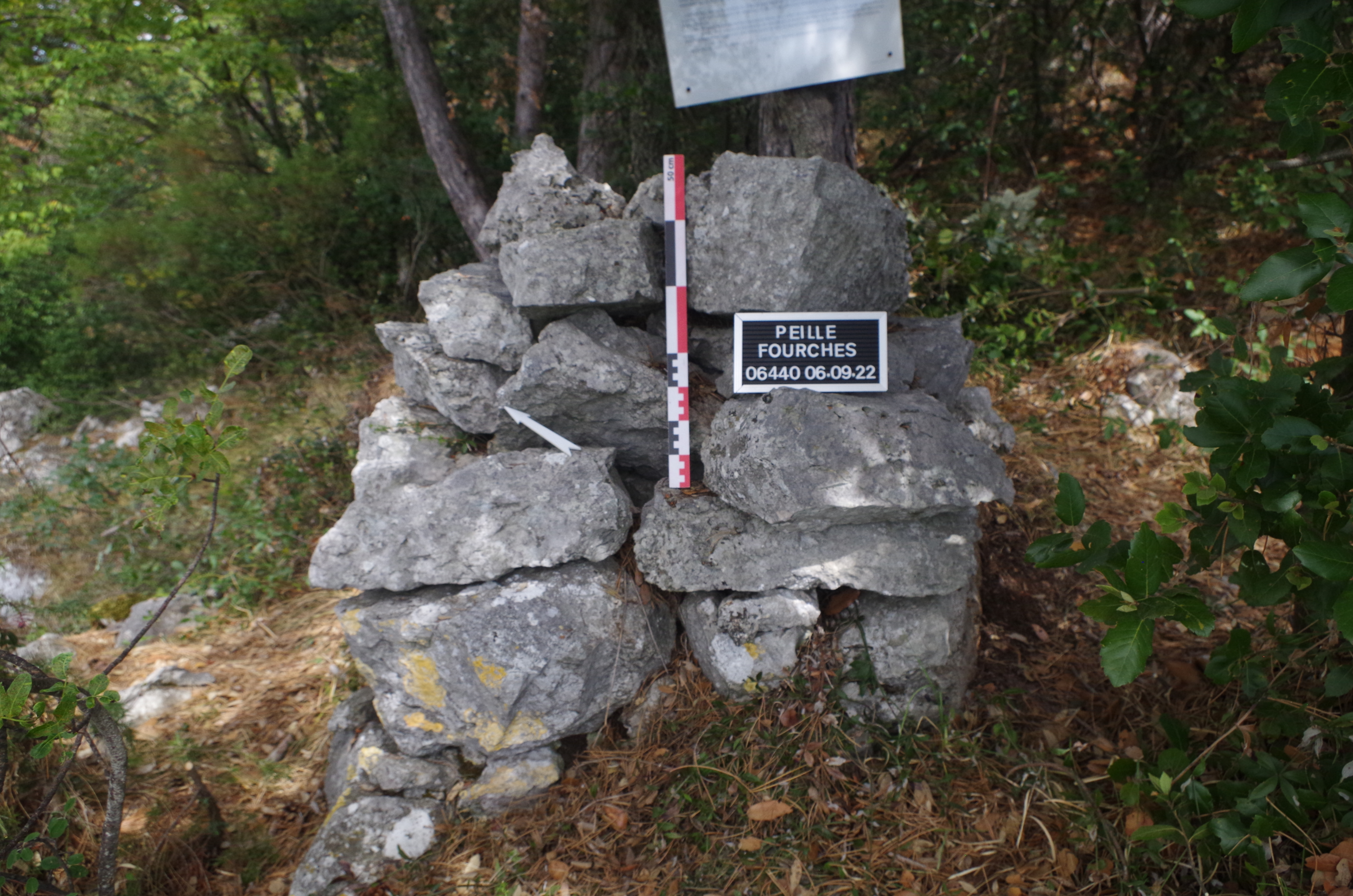
Pilier nord des fourches de Peille
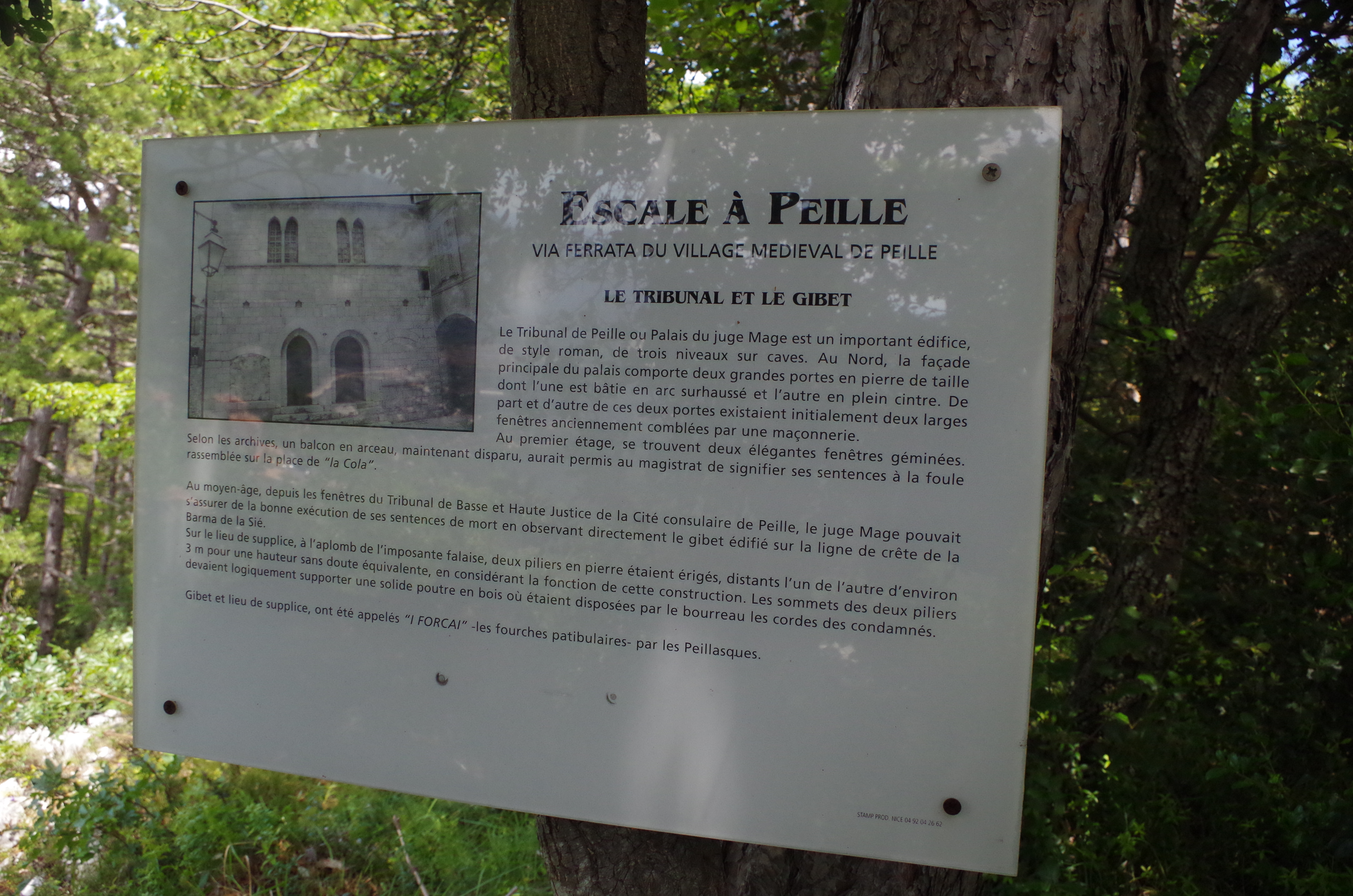
Panneau explicatif à côté des fourches de Peille
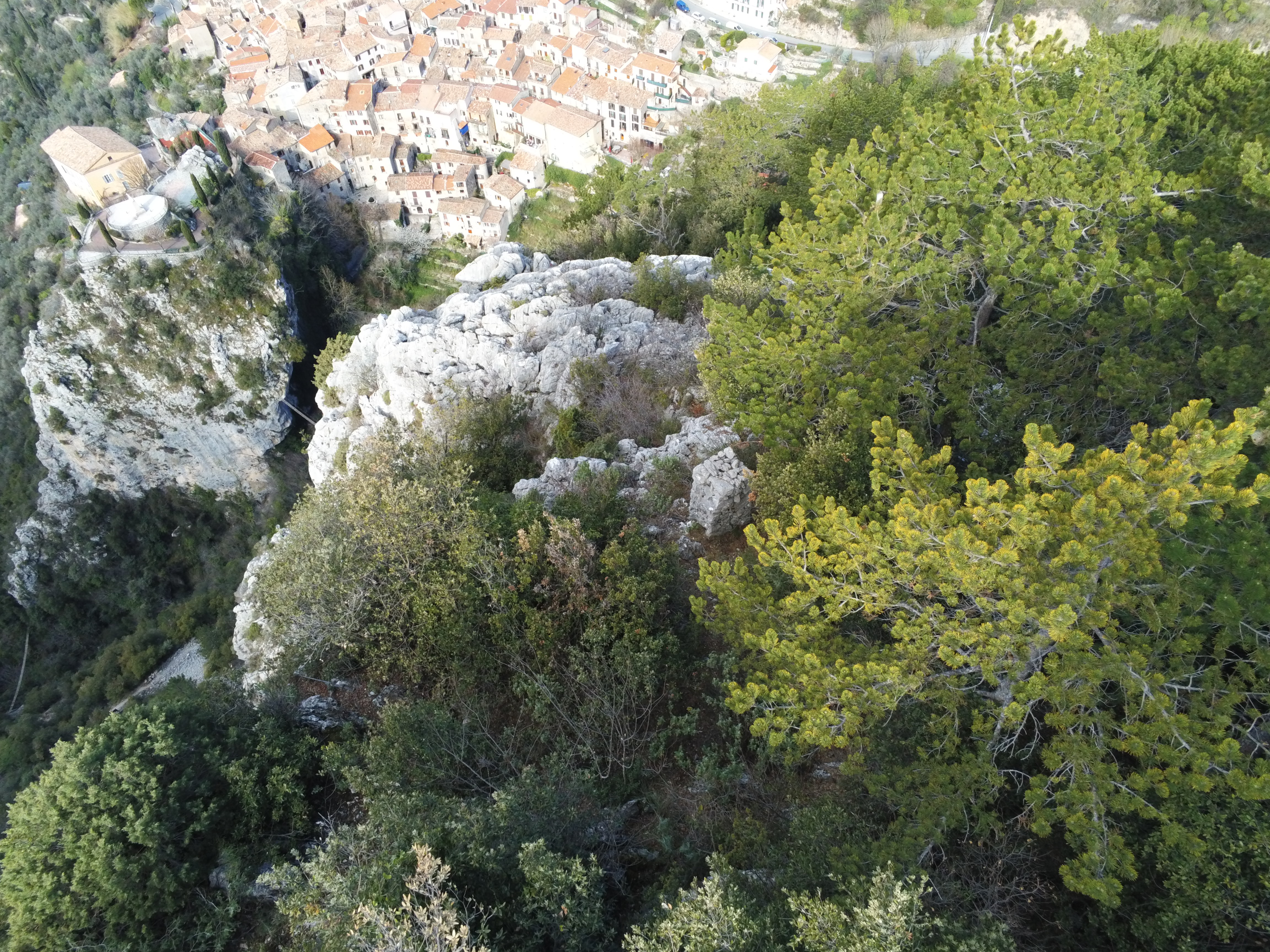
Les fourches de Peille en face du village (vue aérienne)
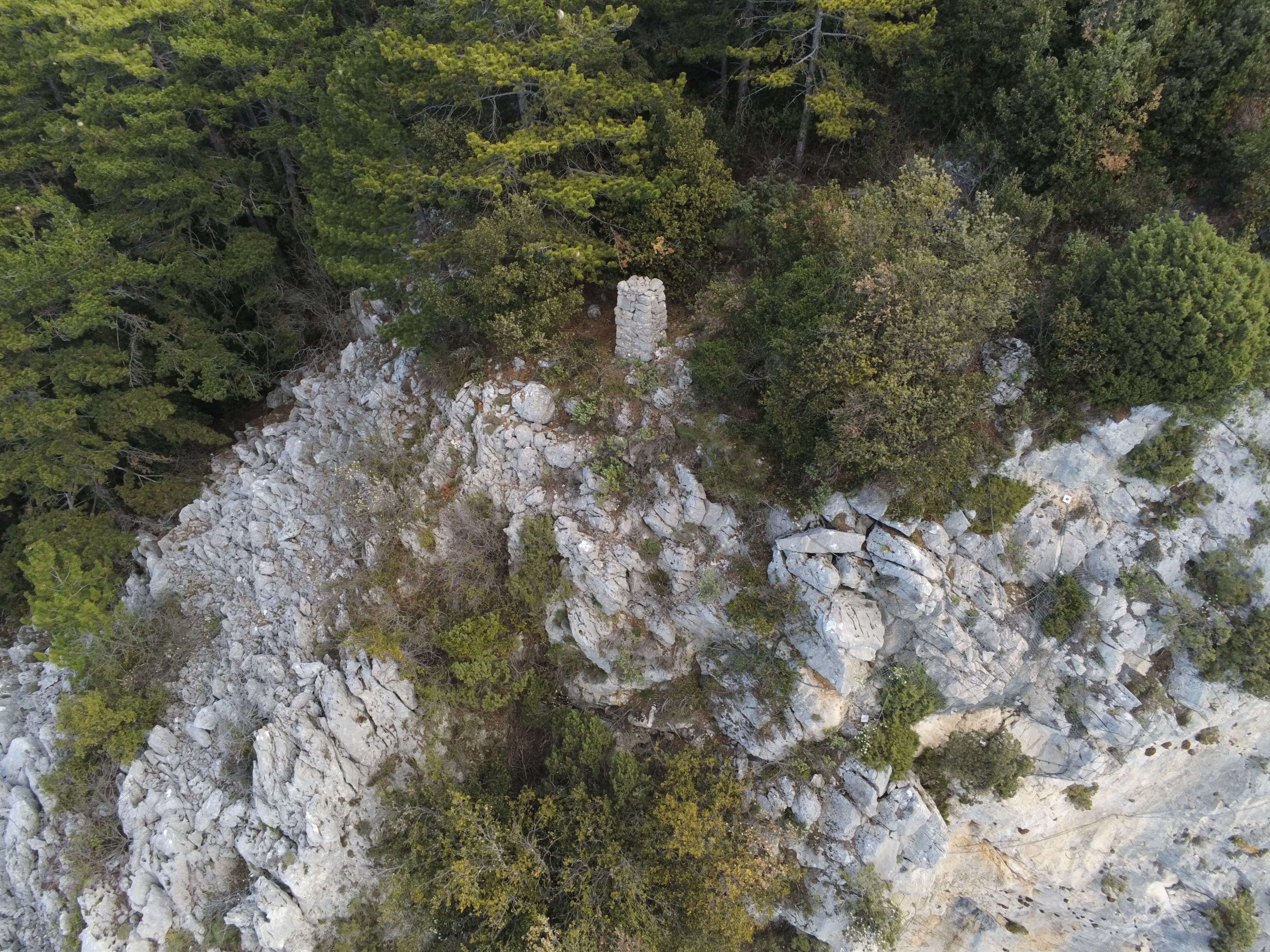
Les fourches patibulaires de Peille (vue aérienne) ; les aménagements de la via ferrata sont visibles sur la paroi de la falaise